# Ashta (Maharashtra)
Ashta (o Ashti) è una città dell'India di 33.190 abitanti, situata nel distretto di Sangli, nello stato federato del Maharashtra. In base al numero di abitanti la città rientra nella classe III (da 20.000 a 49.999 persone).

## Geografia fisica
La città è situata a 16° 57' 38 N e 74° 24' 30 E.

## Società

### Evoluzione demografica
Al censimento del 2001 la popolazione di Ashta assommava a 33.190 persone, delle quali 17.082 maschi e 16.108 femmine. I bambini di età inferiore o uguale ai sei anni assommavano a 4.025, dei quali 2.251 maschi e 1.774 femmine. Infine, coloro che erano in grado di saper almeno leggere e scrivere erano 23.078, dei quali 12.996 maschi e 10.082 femmine.